# Meteorus orbitus
Meteorus orbitus är en stekelart som beskrevs av Chen och Wu 2000. Meteorus orbitus ingår i släktet Meteorus och familjen bracksteklar. Inga underarter finns listade i Catalogue of Life.